# Zadní Bor
Zadní Bor (německy Hinterhaid) je zaniklá ves v  katastrálním území Jablonec u Českého Krumlova, na území vojenského újezdu Boletice v okrese Český Krumlov. Ves byla založena v polovině 18. století, byla osadou obce Starý Špičák. Zanikla v souvislosti se zřízením vojenského výcvikového prostoru.
V roce 1930 zde žilo 162 obyvatel a stálo 33 domů.